# Langkieler

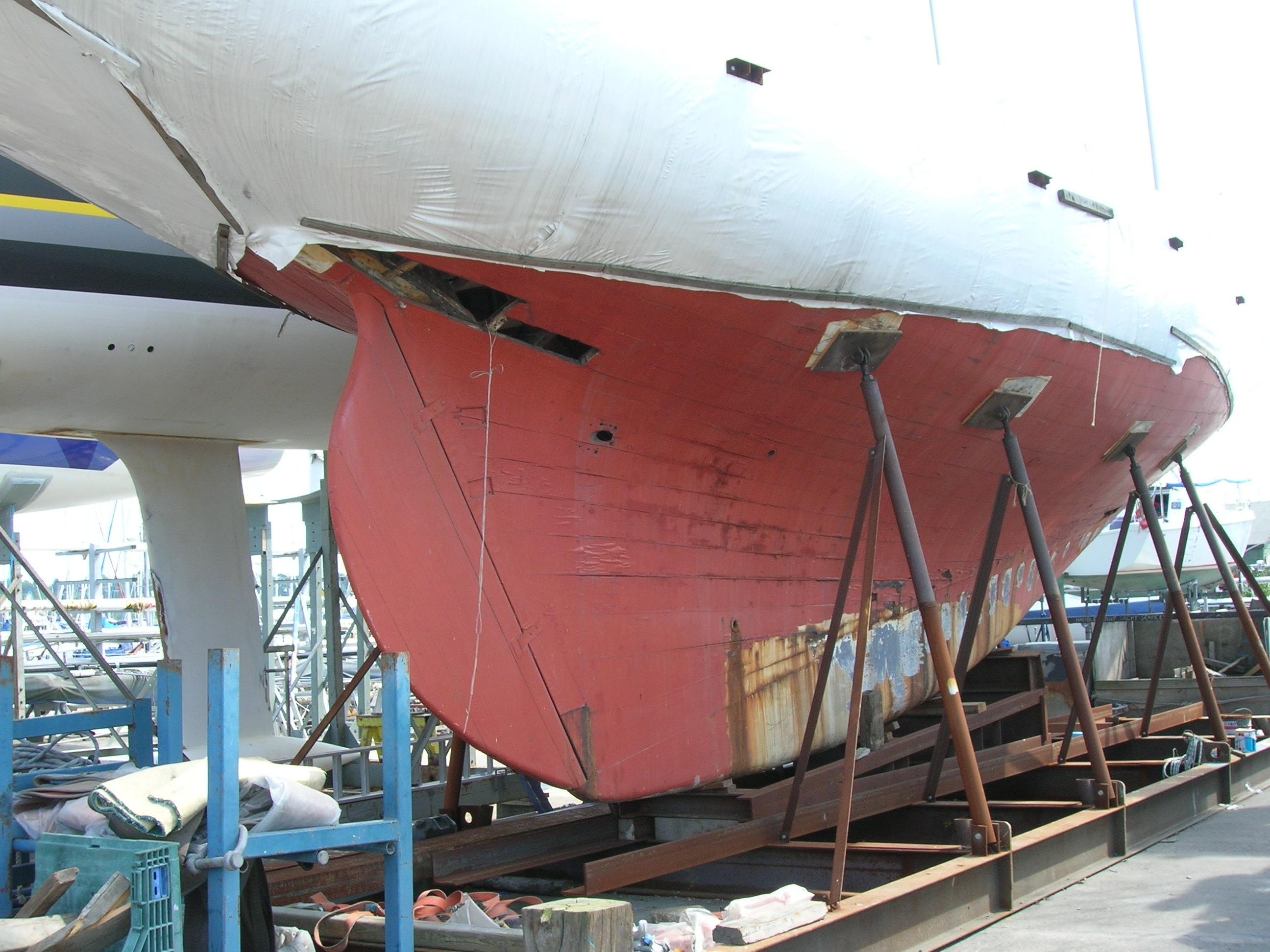
Langkiel bei einem Holzsegelschiff älterer Bauart

Ein Langkieler ist eine Segelyacht, bei der sich der Ballastkiel über annähernd die gesamte Länge des Unterwasserschiffs vom Bug zum Heck erstreckt.
Langkieler haben fast ausschließlich S-förmige Spanten, dadurch entsteht ein fließender Übergang vom Rumpf bis zur Kielflosse. Zumeist ist das Ruderblatt direkt an den Kiel (genauer: den Achtersteven) angehängt, im Gegensatz zum freistehenden Ruder moderner Yachten.
Ältere Holz- und Fahrtenyachten haben oftmals einen Langkiel.
Da
- ein flacher, langgestreckter Lateralplan hydrodynamisch weniger effektiv ist als ein tiefgehender Lateralplan gleicher Fläche und
- durch die größere benetzte Fläche (Reibung) größerer Widerstand auftritt,

können Langkieler weniger Höhe am Wind laufen und sind meist langsamer als vergleichbare Kurzkieler.
Auch sind Langkieler normalerweise schwerer als Kurzkieler gleicher Länge, da das Gewicht des Ballasts gleichmäßiger und zumeist weniger tief unter der Wasseroberfläche verteilt ist als bei den Kielbomben der Kurzkieler. Um das gleiche aufrichtende Moment wie bei einem Kurzkieler zu erreichen, muss daher der Ballastanteil (ca. 50 % des Gesamtgewichts eines Langkielers) höher sein.
Langkieler haben den Ruf, kursstabiler als Kurzkieler zu sein, allerdings kann auch bei Langkielern bei starker Krängung Luvgierigkeit auftreten, die einen starken Ruderdruck oder gar eine unbeabsichtigte Kursänderung verursacht. Problematisch sind hier besonders gemäßigte Langkieler mit angehängtem Ruder wie beispielsweise die Schärenkreuzer, da das Ruder dicht an der Drehachse des Schiffes liegt und dadurch einen geringen Hebelarm besitzt.
Die meisten Langkieler gelten als sehr seetüchtig. Dies liegt vor allem an den ausgeglicheneren Bewegungen und am größeren Stabilitätsumfang. Legendär sind etwa die auf Rettungsbooten basierenden Entwürfe Colin Archers. Die Defizite bei Geschwindigkeit und Höhe am Wind können allerdings ebenso sicherheitsrelevant sein, wenn man einem Sturm ausweichen oder bei auflandigem Wind von einer Küste weg kreuzen muss („Legerwall“-Situation).